# Måskosjaure, Lappland
Måskosjaure, Måskosjávre, är en sjö i Arjeplogs kommun i Lappland och ingår i Skellefteälvens huvudavrinningsområde. Sjön har en area på 0,701 kvadratkilometer och ligger 904 meter över havet. Sjön avvattnas av vattendraget Maranjåkkå.

## Delavrinningsområde
Måskosjaure ingår i det delavrinningsområde (740895-154416) som SMHI kallar för Ovan 740855-154742. Medelhöjden är 1 077 meter över havet och ytan är 17,02 kvadratkilometer. Det finns inga avrinningsområden uppströms utan avrinningsområdet är högsta punkten. Maranjåkkå som avvattnar avrinningsområdet har biflödesordning 3, vilket innebär att vattnet flödar genom totalt 3 vattendrag innan det når havet efter 366 kilometer. Avrinningsområdet består mestadels av kalfjäll (93 procent). Avrinningsområdet har 1,28 kvadratkilometer vattenytor vilket ger det en sjöprocent på 7,5 procent.